# Capital of the world (Antheil)
Capital of the world is een compositie van George Antheil. Antheil schreef muziek bij het ballet op de choreografie van Eugene Loring, dat vanaf 6 december 1953 enige tijd furore maakte op de Amerikaanse televisie en later vanaf 27 december in het Metropolitan Opera House.

## Synopsis
Het ballet is gebaseerd op een van de laatste verhalen van Ernest Hemingway, The Capital of The World. Het is verhaal over illusies en desillusies. Paco en zijn twee zusters trekken van het Spaanse boerenland naar het grote Madrid, dat voor hen de hoofdstad van de wereld is. Paco dicht zich daarbij een loopbaan toe als stierenvechter.
Het drietal belandt in een hotel, waar meerdere stierenvechters en aanverwante beroepen verblijven. Van een drietal stierenvechters is de ondergang nabij; de een is buitendienst gesteld want hij werd op de hoorns van de stier genomen en durft niet meer; de andere probeert een ziekte weg te moffelen, maar kan door de ziekte geen gevecht meer houden; de derde kan wel vechten met een stier, maar zijn stijl in geheel uit de mode. Kortom het drietal zit aan de grond. Paco laat zich niet uit het veld slaan. Ook niet als een picador, die in het hotel als bordenwasser dienstdoet, hem van zijn droom wil afhouden; het is een gevaarlijk beroep, hij wijst daarbij op de eerdergenoemde matadors. Paco wil toch stierenvechten en ze verzinnen een simulatie. De picador zal met een stoel een stier nadoen, waarbij aan de stoelpoten messen zijn bevestigd om de hoorns na te bootsen. De picador probeert het spel nog tegen te gaan, maar Paco wil van niets weten. Bij het simulatiegevecht wordt Paco gewond door een van de messen en tijdens het hulp halen van de picador bloedt hij dood. Hij sterft in de illusie stierenvechter te worden, zonder de teloorgang mee te maken.
De andere verhaallijn betreft de zusters, die vol vertrouwen naar een film met Greta Garbo gaan, maar een teleurstellende film zien. Ook hier staan illusie en desillusie tegenover elkaar.

## Muziek
Aan de hand van het gehele ballet componeerde Antheil een suite die enkele fragmenten uit het gehele verhaal weergeeft. De suite bestaan uit drie delen: The tailor shop, Medidation en Knife dance. De muziek is daarbij een mengeling van Amerikaanse showmuziek, Spaanse volksmuziek (tot aan castagnetten aan toe) en vreemd genoeg Russische muziek. Antheil wilde nog wel een leentjebuur spelen bij Russische componisten zoals Dmitri Sjostakovitsj en Sergej Prokofjev. Hier is in deel 3 Knife dance (messendans) een gelijkenis te trekken met de Sabeldans van Aram Chatsjatoerjan. De Amerikaanse showmuziek met Spaanse trekjes heeft dan weer gelijkenis met bijvoorbeeld West Side Story van Leonard Bernstein, maar die werd pas een aantal jaren later geschreven.

### Orkestratie
- 2 dwarsfluiten, 2 hobo’s, 2 klarinetten, 2 fagotten
- 4 hoorns, 3 trompetten, 3 trombones, 1 tuba
- pauken, percussie, 1 harpen of piano
- violen, altviolen, celli, contrabassen

## Discografie
- Uitgave CPO: Radio-Sinfonie-Orchester Frankfurt o.l.v. Hugh Wolff, opname 2001
- Uitgave Centaur: Slowaaks Staats Philharmonisch Orkest o.l.v. Barry Kolman, opname 1995/1996
- Uitgave Capitol: Joseph Levine dirigeert het Ballet Theater Orchestra, waarschijnlijk opnamen van de televisie-uitzending die Levine dirigeerde